# Auerodendron
Auerodendron là một chi thực vật có hoa thuộc họ Táo (Rhamnaceae). Chi này được Ignatz Urban mô tả khoa học lần đầu tiên năm 1924 với 6 loài là A. cubense, A. truncatum, A. northropianum, A.? glaucescens, A. jamaicense và A. reticulatum.

## Các loài
Chi này chứa 10 loài đã biết, với khu vực phân bố tại một số đảo trên biển Caribe, chủ yếu tại Cuba.
- Auerodendron acuminatum (Griseb.) Urb., 1924: Miền tây Cuba.
- Auerodendron acunae Borhidi & O.Muñiz, 1978: Cuba.
- Auerodendron cubense (Britton & P.Wilson) Urb., 1924: Miền trung và đông Cuba.
- Auerodendron glaucescens Urb., 1924: Miền đông Cuba.
- Auerodendron jamaicense (Urb.) Urb., 1924: Jamaica.
- Auerodendron martii Alain, 1953: Miền tây Cuba.
- Auerodendron northropianum (Urb.) Urb., 1924: Từ Bahamas tới Cuba.
- Auerodendron pauciflorum Alain, 1982: Puerto Rico.
- Auerodendron reticulatum (Griseb.) Urb., 1924: Miền đông Cuba.
- Auerodendron truncatum (Urb.) Urb., 1924: MIền đông Cuba.